# Call Me (album)
Call Me is het zesde studioalbum van de Amerikaanse soulzanger Al Green. Het door Green en Willie Mitchell geproduceerde album werd in juli 1973 uitgegeven door Hi Records. De muziek werd opgenomen in de Royal Recording Studios te Memphis (Tennessee).
In 2005 plaatste het muziektijdschrift Rolling Stone het album op de 289ste plaats in een lijst van de vijfhonderd beste albums.

## Tracklist
| Nr. | Titel                             | Schrijver(s)                               | Duur |
| --- | --------------------------------- | ------------------------------------------ | ---- |
| 1.  | Call Me (Come Back Home)          | Al Green, Al Jackson, Jr., Willie Mitchell | 3:04 |
| 2.  | Have You Been Making Out O.K.     | Green                                      | 3:45 |
| 3.  | Stand Up                          | Green                                      | 3:28 |
| 4.  | I'm So Lonesome I Could Cry       | Hank Williams                              | 3:13 |
| 5.  | Your Love Is Like the Morning Sun | Green                                      | 3:11 |
| 6.  | Here I Am (Come and Take Me)      | Green, Teenie Hodges                       | 4:16 |
| 7.  | Funny How Time Slips Away         | Willie Nelson                              | 5:35 |
| 8.  | You Ought to Be with Me           | Green, Jackson, Mitchell                   | 3:19 |
| 9.  | Jesus Is Waiting                  | Green                                      | 5:37 |

## Bezetting
- Al Green - zang
- Donna Rhodes - achtergrondzang
- Sandra Rhodes - achtergrondzang
- Charles Hodges - orgel, piano
- Archie Turner - piano

Ritmesectie
- Leroy Hodges - basgitaar
- Al Jackson, Jr. - drums
- Howard Grimes - drums
- Teenie Hodges - gitaar

Blazers
- The Memphis Horns:
  - James Mitchell - baritonsaxofoon
  - Andrew Love - tenorsaxofoon
  - Ed Logan - tenorsaxofoon
  - Jack Hale - trombone
  - Wayne Jackson - trompet
- The Memphis Strings